# Helianthostylis
Helianthostylis, biljni rod iz porodice dudovki smješten u tribus Dorstenieae. Postoje dvije vrste ograničene na tropsku Južnu Ameriku.

## Vrste
1. Helianthostylis sprucei Baill.
2. Helianthostylis steyermarkii C.C.Berg

## Sinonimi
- Androstylanthus Ducke